# Alfa (russische Band)
Alfa (russisch Альфа) ist eine sowjetische und russische Rock-Popgruppe, welche 1983 in Moskau gegründet wurde. Der Kopf der Gruppe ist Sergei Sarichew, welcher ein ehemaliger Keyboarder der russischen Heavy-Metal-Band Kruis war.
Ein bekanntes Lied der Gruppe ist Sdrawstwui, dewuschka notsch (russisch Здравствуй, девушка ночь Hallo Nachtmädchen). Ein weiteres bekanntes Lied aus den 80ern ist Storm (russisch Шторм).

## Diskografie
Alben
- 1983: Команда Альфа (Live) (Studio A)
- 1983: Альфа 1 (Расклейщик афиш) (Gulyaka, Home CD, Моroz Records)
- 1984: Альфа 2 (Берега) (Home CD)
- 1985: Альфа 3 (Воробей) (Moroz Records)
- 1986: Альфа 4 (Тёплый ветер) (Moroz Records)
- 1987: Альфа 5 (Ветер странствий) (Studio A)
- 1990: Любишь – не любишь (RDM Records)
- 1996: Гуляка (Home CD, Mirumir)
- 1996: Бега (Home CD, Mirumir)
- 1997: Коварная обманщица (ZeKo Records)